# Tramlijn Leiden - Scheveningen

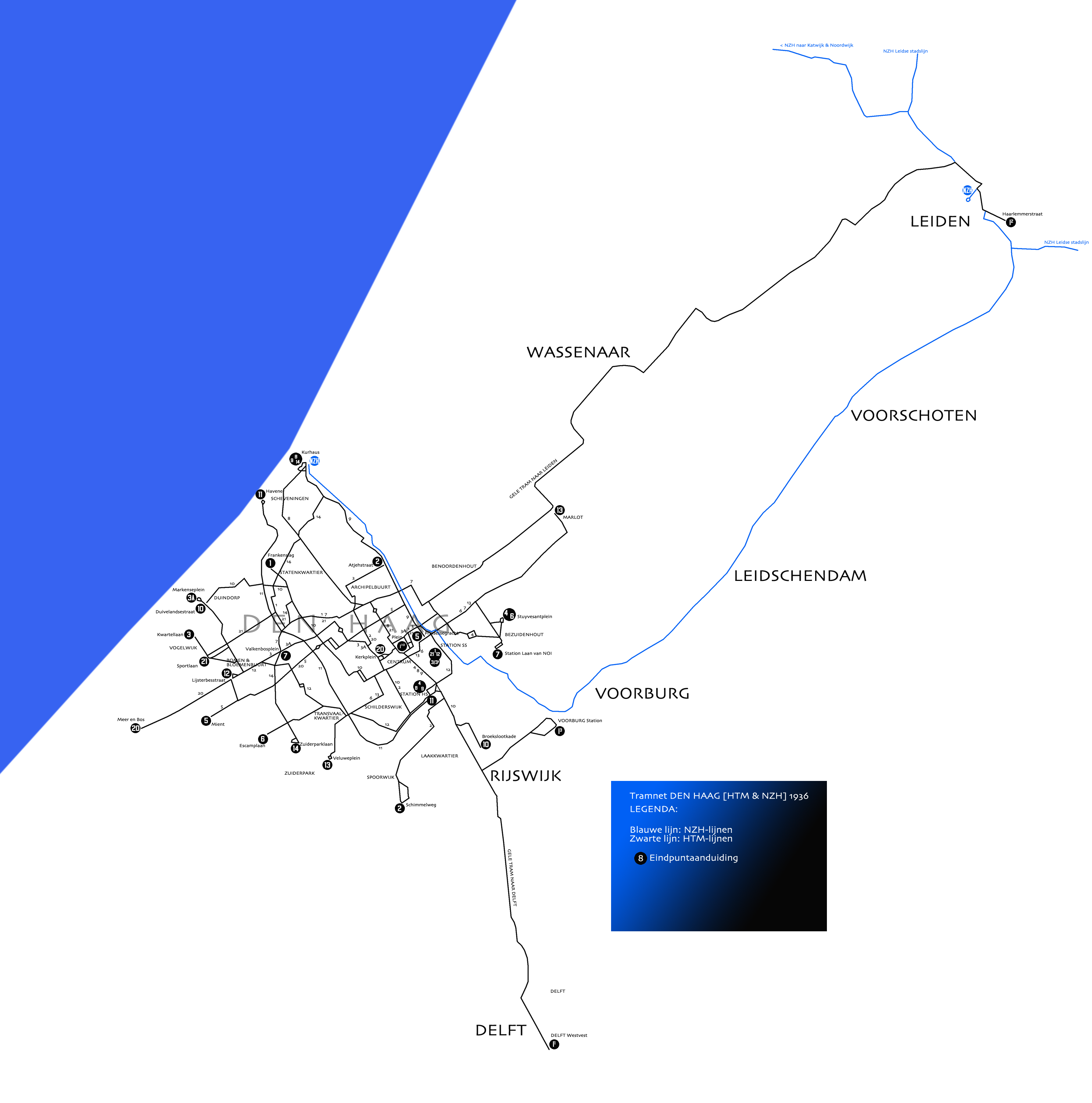
Tramlijnen van Den Haag en Leiden

Laatste rit van de tram van Leiden naar Den Haag, in de Breestraat te Leiden; 9 november 1961.

De tramlijn Leiden – Scheveningen was een 23 kilometer lange elektrische tramverbinding op normaalspoor, die heeft bestaan van 1924 tot 1961. De lijn maakte deel uit van het net van de Blauwe Tram, geëxploiteerd door de NZH. Op deze lijn reed, naast de interlokale tram Leiden – Den Haag, van 1924 tot 1958 ook de lokaaldienst Voorburg – Scheveningen.

## Route
De tramlijn was de opvolger van de stoomtramlijn Den Haag – Scheveningen, geëxploiteerd door de Nederlandsche Rhijnspoorweg-Maatschappij (NRS), later de Staatsspoorwegen (SS) en de tramlijn Leiden Noordeinde - Den Haag van de MET. De lijn tussen Leiden en Den Haag werd in de periode 1922-1924 geheel opnieuw aangelegd in normaalspoor; de kaapsporige stoomtrambaan was niet meer bruikbaar. De lijn werd geheel dubbelsporig uitgevoerd, behoudens korte stukjes strengelspoor bij Voorburg Viaduct en in het centrum van Voorschoten.
Op een aantal punten week de route van de Blauwe Tram af van die van zijn stoomvoorgangers.
- De meest ingrijpende routewijziging vond plaats op het traject Leiden - Voorschoten. Vanaf Leiden station reed de tram dezelfde route als de tramlijn Leiden - Katwijk tot aan het Gangetje en sloeg daar rechtsaf de Korevaarstraat in, die in 1923 was aangelegd na demping van de Zijdgracht en sloop van enkele panden. De tram reed over de speciaal gebouwde Jan van Houtbrug het centrum van Leiden uit en kruiste op de Lammenschansweg de spoorbaan Leiden – Utrecht gelijkvloers. Via de huidige Voorschoterweg liep de lijn richting Voorschoten waar hij ter hoogte van de Zilverfabriek bij de Leidseweg aansloot op het oude tracé. In de oorspronkelijke plannen zou de Blauwe Tram in het centrum van Leiden rijden via de route Steenschuur – Van der Werfpark – Doezastraat – Herenstraat. Tegen deze route kwamen echter bezwaren van het Kamerlingh Onnes Laboratorium, waar men vreesde dat de gevoelige instrumenten ontregeld zouden raken door zwerfstromen van de trambovenleiding.
- In Park Vronesteijn, nabij het spoorwegviaduct van de ZHESM, kwam een keerdriehoek voor de trams van de Lokaaldienst.
- In Leidschendam, tussen de haltes Schakenbosch en Damlaan werd een vrije trambaan aangelegd achter de bebouwing langs o.a. de huidige Oude Trambaan.
- In Voorburg werd het traject via de Rembrandtlaan en Oosteinde afgesneden. De Blauwe Tram reed vanaf het viaduct, waar hij de ZHESM spoorlijn kruiste nabij station Leidschendam-Voorburg via de Parkweg.
- In Den Haag en Voorburg werd de route via de Laan van Nieuw Oost Einde en de Schenkkade verruild voor die via de Koningin Wilhelminalaan, door een Voorburgse nieuwbouwwijk.

De trams reden op een bovenleidingspanning van 1200 volt, met uitzondering van een klein trajectgedeelte bij het Malieveld, dat gedeeld werd met de HTM. Hier stond 600 volt op de bovenleiding, en de Blauwe Trams reden hier op halve snelheid.
De remise bevond zich aan de Parkweg in het centrum van Voorburg bij het huidige Van Wassenaar Hoffmanplein. Daar zijn nu enige herinneringen te zien.

## Interlokale trams

### Dienstregeling
Op 25 januari 1924 reed de eerste elektrische tram tussen Leiden en Veur. Op 12 april van dat jaar werd ook de rest van de lijn in gebruik genomen. Gedurende de 37 jaar van het bestaan van deze tramlijn is de opzet van de dienstregeling meerdere malen gewijzigd. Alleen in de periode 1924-1932 reden er - en dan meestal alleen in de zomerdienst - doorgaande trams over het gehele traject van Leiden naar Scheveningen. Sinds 1932 lag het eindpunt van alle interlokale trams bij het Malieveld in Den Haag. Scheveningen was sindsdien (voorzover per Blauwe Tram) alleen  bereikbaar met de lokaaldienst.
In 1932 werd de 'versnelde tram' ingevoerd. Deze stopte tussen Leiden en Den Haag alleen bij de belangrijkste haltes, waardoor de reistijd daalde van 50 naar 40 minuten. Er reden twee versnelde en twee 'normale' trams per uur. Dit systeem werd na enkele jaren weer verlaten; de trams stopten weer aan alle haltes. In de jaren daarna reed de tram tussen Leiden en Den Haag meestal in een 20-minutenfrequentie. Sommige trams reden na Leiden Station rechtstreeks door naar de kust via de tramlijnen van Leiden naar Katwijk en Noordwijk.
Tijdens de spitsuren werden vaak extra trams ingezet, zoals een forensentram op het traject Leiden Kersenstraat – Leiden Station en een speciale scholierentram Voorburg – Leiden, die om 8:30 in Leiden aankwam.

### Materieel
In 1918 werd met het oog op de plannen voor de lijn Leiden – Den Haag een vierassige proeftrein van Beijnes in dienst gesteld, bestaande uit twee motorwagens en twee aanhangwagens. Zij deden dienst op de lijnen van Leiden naar Noordwijk en Katwijk, maar voor de lijn naar Den Haag werd uiteindelijk een ander concept gekozen. Dit materieel kon tot 1927 in treinschakeling rijden. In dat jaar werd de elektrische installatie van de motorwagens A201 en A202 gewijzigd, waarna ze vooral op extra diensten werden ingezet. Na de Tweede Wereldoorlog werden ze verbouwd tot aanhangwagens. De aldus ontstane serie van vier aanhangwagens B201 - B204 reed daarna op de lokaaldienst Voorburg – Scheveningen.

#### Boedapesters
De interlokale trams op de lijn Leiden – Den Haag reden veelal met trams uit de serie A401 / B401. Deze stellen werden in 1924 in gebruik genomen en waren gebouwd in de fabriek van Ganz in Boedapest. In de volksmond kregen ze al snel de bijnaam 'Boedapesters'. De trams reden aanvankelijk als motorwagen met een of twee aanhangwagens, maar in de jaren dertig werden ze voor treinschakeling geschikt gemaakt, waartoe de B400-en een stuurstand kregen. Ze reden vaak in formatie van drie wagens ('hele schakel'): een motorwagen in het midden en aan de uiteinden een ongemotoriseerd stuurstandrijtuig. Zo'n combinatie had een totaalgewicht van 80 ton, maar kon toch een snelheid ontwikkelen van 75 km/uur. Ook de 'halve schakel' kwam vaak op de baan: een motorwagen plus één stuurstandrijtuig. Het voordeel van dit schakelsysteem was het feit dat aan de eindpunten niet gerangeerd hoefde te worden met de motorwagen.
De reden waarom de NZH materieel in het buitenland bestelde - wat toen zeer ongebruikelijk was - lag in het feit dat de import van trams uit het buitenland wegens de valutakoers van de Hongaarse munt t.o.v. de Nederlandse zeer gunstig was. Een andere genoemde reden was de faam van de firma Ganz, die tot ver over de Hongaarse grenzen reikte. Het bedrijf stond bekend als een van de beste wagonbouwers van Europa en de nieuwe trams kregen allerlei moderne technieken mee. Een stalen dakconstructie, een halfautomatisch koppelsysteem van Ohio-Brass Tomlinson en een uiterst krachtige en onverslijtbare motortechniek behoorde hiertoe. Zowel de serie A/B400 als A/B500 werden direct in de kleuren donkerblauw en grijs afgeleverd, wat uiteindelijk tot de bij- en koosnaam 'Blauwe Tram' leidde. Al het blauwe NZH-reizigersmaterieel was bij aflevering of omschildering voorzien van gouden biezen onder de ramen, langs de deuren en op de fronten met in de hoeken zgn. 'Griekse omlopen'. Deze versieringen verdwenen echter in de crisisjaren na 1930, onder meer wegens de onderhoudsgevoeligheid ervan.

##### Motorwagens A401 - A411
Dit materieel is gelijk aan de smalspoormaterieelserie A450 die voor de lijn Amsterdam – Haarlem – Zandvoort werd afgeleverd. Deze motorwagens werden in 1923/'24, met de bijwagens serie B400, aangeschaft voor de dienst (Scheveningen) – Den Haag – Voorburg – Leiden – Katwijk/Noordwijk. In tegenstelling tot het meeste materieel voordien schafte de NZH deze trams aan bij de firma Ganz & Co. in Boedapest. Ze werden afgeleverd met twee schaarbeugels als stroomafnemers maar een van deze ging later naar de serie A512 e.v. en hadden vier motoren van 140 pk. Hiermee kon een snelheid van 80 km/h worden bereikt. De bestuurdersruimte was geheel apart van de passagiers. Achter een van de bestuurdersruimtes bevond zich een controller in een apart compartiment dat 1,5 zitplaats groot was en afgescheiden van de passagiersruimte. In deze ruimte bevond zich ook een zware stroomomvormer (1200 volt > 110 volt) voor de verlichting en de stuurstroom, de weerstanden, een luchtcompressor en een schakelbord met meters. Met de B-rijtuigen vormde men driewagentreinen. Een zeer grote middeninstapruimte, bereikbaar door middel van een hoge en steile opstap geef toegang tot 2 passagierscompartimenten met 12 resp. 9 zitplaatsen. Tevens konden nog 50 staande passagiers worden vervoerd. Hun gewicht was 35,5 ton bij een lengte van 16 meter. Ze waren hiermee de langste en duurste trams binnen Nederland. De A401 - A409 bleven hun hele leven op hun stamlijn. De A410 en A411 gingen in 1931 en 1932 naar het smalspoornet. Zij werden daartoe omgebouwd en omgenummerd in A459 en A458. In 1937/'38 voorzag men deze serie van een doorlopende stuurstroomschakeling waardoor het mogelijk was in treinschakeling te rijden, bv. B400 - A400 - B400. De gehele serie is in het najaar van 1960 gesloopt.

##### Stuurstandrijtuigen B401 - B412
Dit materieel is gelijk aan de smalspoormaterieelserie B450 die voor de lijn Amsterdam – Haarlem – Zandvoort werd afgeleverd. Deze bijwagens werden in 1923/'24, met de motorwagens serie A400, aangeschaft voor de dienst (Scheveningen) – Den Haag – Voorburg – Leiden – Katwijk/Noordwijk. In tegenstelling tot de motorwagens, die een motorcompartiment hadden, telden zij meer zitplaatsen, nl. 2 × 18 en 60 staanplaatsen. Ze hadden een lengte van 16 meter en een gewicht van 20,4 ton. De B401 - B409 bleven hun hele leven op de stamlijn. De B410 (1949) en B411 en B412 gingen in 1932 naar het smalspoornet. Ze werden daartoe omgebouwd en omgenummerd in B466, B465 en B464. Rijtuig B464 werd na de opheffing van Amsterdam – Haarlem – Zandvoort op 31 augustus 1957 als vakantiehuis verkocht en kwam terecht in Groede (Zeeuws-Vlaanderen). De Tramweg-Stichting wist de wagen in 1973 te verwerven en restaureerde de wagen over een periode van 20 jaar in Voorburg en Haarlem. Ze kreeg daarbij weer nieuw gebouwde normaalspoortrucks en het nummer B412. Vanaf 1986 staat deze tram in het NZH-Vervoermuseum te Haarlem.
Na de opheffing van de tramlijn Haarlem - Leiden in 1949 werden de tien 'tweelingstellen' van die lijn, enkelgelede trams (serie A601/602-A619/A620) met de bijwagenseries B11-B15 en B21-B26, ingezet op Den Haag – Leiden.

### Haltes
De interlokale trams Leiden – Den Haag stopten aan de volgende haltes (1961):
- Leiden: Stationsplein - Kort Rapenburg - Stadhuis - Korevaarstraat - Tuinstadwijk - Kersenstraat - Lammebrug
- Voorschoten: Zilverfabriek - Burgemeester Vernèdepark - Dorp - Papelaan - Gouden Leeuw
- Leidschendam: Kniplaan - Schakenbosch - Rozenrust - Koningin Julianaplein - Damlaan
- Voorburg: Damsigt - Viaduct - Dorp - Van de Wateringelaan
- Den Haag: Tweede Adelheidstraat - Bezuidenhout (Station SS) - Malieveld

## Lokaaldienst Voorburg – Scheveningen
In de periode 1924-1958 reed een lokaaldienst op het 10 kilometer lange traject Voorburg Viaduct – Scheveningen Kurhaus. De lokaaldienst kende een hoge frequentie (7,5 à 10 minuten). Tussen het Malieveld en Voorburg Viaduct reden deze trams dezelfde route als de interlokale trams. De laatste trams stopten niet aan alle halten, en kregen voorrang op de lokaaldienst, wat geregeld werd met een seinsysteem.

### Materieel
De lokaaldienst werd doorgaans gereden met wagens uit de serie A500 (de 'kleine Boedapesters'), al dan niet gevolgd door een bijwagen uit de serie B500 of B200.

#### Motorwagens A501 - A512
Deze motorwagens werden in 1923/'24, met de aanhangwagens serie B500, aangeschaft voor de lokaaldienst Voorburg – Scheveningen Kurhaus. Ook dit materieel schafte de NZH deze trams aan bij de firma Ganz & Co. in Boedapest. Het waren feitelijk de kleine broertjes van de serie A/B400 die als 'Boedapesters' door het leven gingen. Ze konden 'slechts' 50 km/h halen en hadden vier motoren van 56 pk. Ook hier was sprake van een groot middenbalkon met twee grote schuifdeuren met daartussen een ovaal glazen oog. Op het middenbalkon konden op klapbankjes 14 mensen zitten. De instap was - voor huidige begrippen - onwaarschijnlijk steil en hoog. Elk passagierscompartiment had twaalf zitplaatsen en het totaal aan staanplaatsen bedroeg 60. De wagens waren 13,7 meter lang en 2,35 meter breed. Hun gewicht was maar liefst 27.000 kg. Vooraan was een enkele deur aangebracht voor als men ooit eenmansbediening zou gaan invoeren die echter nooit werd ingevoerd. In 1924 verongelukte de gloednieuwe A504 op de overweg bij Leiden Lammenschans door een botsing met een stoomlocomotief waarna de A512 in 1930 tot A504 werd vernummerd. De elektrische uitrusting en motoren van de verongelukte motorwagen werden in 1929 geplaatst in de nieuwe A512. Na de Tweede Wereldoorlog volgden nog enkele vernummeringen. Tussen 1951 en 1958 is deze serie buiten dienst gesteld en gesloopt. Geen wagen is voor museumdoeleinden bewaard gebleven.

#### Aanhangwagens B501 - B515
Deze aanhangwagens werden in 1923/'24, met de motorwagens serie A500, aangeschaft voor de lokaaldienst Voorburg – Scheveningen Kurhaus. De passagiersindeling en -compartimenten waren gelijk aan die van de motorwagens. Voor aanhangwagens waren ze zwaar: 17.800 kg. Tussen 1951 en 1961 is deze serie buiten dienst gesteld en gesloopt. Geen wagen is voor museumdoeleinden bewaard gebleven.

#### Motorwagens A512 - A516
Ook deze motorwagens werden in 1929/'30, met de bijbehorende bijwagens serie B516 e.v., aangeschaft voor de lokaaldienst Den Haag – Voorburg. In dit geval was de fabrikant wederom Beijnes. De principes van de eerder serie werden gehandhaafd maar het uiterlijk was afwijkend. Door dit andere uiterlijk, onder meer door de opbouw van de raampartij die wat lager leek dan bij hun voorgangers, oogden deze wagens strenger. Het motorvermogen van de A513 - A516 was hoger: 4× 75 pk. Deze trams kregen één stroomafnemer van de A400-serie, deze was afgeleverd met twee maar in de praktijk werd dit niet gebruikt. Motorwagen A512 volgde de eerder omgenummerde A512 op en kreeg de elektrische installatie van de in 1924 verongelukte eerste A504, dus met een vermogen van 4 × 56 pk. Na opheffing van de lokaaldienst in 1957/'58 werden deze wagens ingezet op de forensendiensten Leiden – Den Haag en de Leidse stadsdienst. In 1960/'61 is deze serie buiten dienst gesteld en gesloopt. Geen wagen is voor museumdoeleinden bewaard gebleven.

#### Aanhangwagens B516 - B521
Deze aanhangwagens werden in 1929/'30, gelijktijdig met de Beijnes-motorwagens serie A500, door Werkspoor in Utrecht gebouwd. In 1949/'50 voorzag men deze serie van een doorlopende stuurstroomschakeling waardoor het mogelijk was in trek-duwcombinatie te rijden met A400, bijvoorbeeld B500 - A400 - B500, maar niet met A500. Deze aanhangwagens deden tot de laatste dag van de NZH-tram dienst en werden op 10 november 1961 buiten dienst gesteld en daarna gesloopt. Geen wagen is voor museumdoeleinden bewaard gebleven.

### Geschiedenis
De lokaaldienst is door de HTM altijd gezien als concurrent. Op het traject Malieveld – Kurhaus reed hij aan de andere kant van de Koninginnegracht vrijwel parallel aan tramlijn 9 van HTM, die station Den Haag Staatsspoor echter niet bediende. Aan het eind van de jaren 30 dreigde de gemeente Voorburg geannexeerd te worden door Den Haag, en daarmee de lokaaldienst door de HTM. In verband daarmee veranderde NZH de lokaaldienst in een interlokale tram door hem door te trekken naar Leidschendam met eindpunten Damlaan en Rozenrust, waar keeremplacementen werden aangelegd. Aan deze situatie kwam al een jaar later een einde wegens personeelstekort ten gevolge van de mobilisatie.
In 1942/'43 werd de lokaaldienst op last van de bezetter in fasen ingekort tot het traject Voorburg Viaduct – Malieveld. Deze maatregel hield verband met de aanleg van de Atlantikwall langs de kust. Het tramspoor tussen Den Haag en Scheveningen werd opgebroken. Na de bevrijding werd deze trambaan opnieuw aangelegd. Met ingang van 1947 reed de lokaaldienst weer door tot Scheveningen Kurhaus.

## Opheffing
Op 1 september 1957 werd de lokaaldienst overgedragen aan de HTM om door een buslijn te worden vervangen. Omdat de HTM onvoldoende buschauffeurs had werd de tramdienst tot 11 mei 1958 gehandhaafd, op kosten van de HTM, op het ingekorte traject Voorburg Viaduct – Den Haag Raambrug. Passagiers naar Scheveningen werden verwezen naar HTM-tramlijn 9. Op 11 mei 1958 beschikte de HTM over voldoende chauffeurs om de tram te kunnen vervangen door de buslijnen 40, 41 en 42 van HTM. Het NZH-tramspoor tussen het Malieveld en Scheveningen werd verwijderd.
Sindsdien reed de NZH alleen nog de interlokale tramlijn Leiden – Den Haag Malieveld, die werd opgeheven op 9 november 1961, tegelijk met HTM-tramlijn I² Den Haag – Wassenaar – Leiden. De opheffingsdag 11 november werd in het geheim naar voren gehaald omdat men gezien eerdere rumoerige opheffingen vreesde voor rellen en vandalisme van souvenirjagers. Rond 18.00 uur reden de laatste trams en moesten de passagiers tijdens de rit overstappen op de bus die de tram verving. Kort na de laatste dag werden de trams gesloopt bij de Korte Vliet in Leiden. In de jaren daarna werden de tramsporen verwijderd.
De tram werd vervangen door buslijn 40 van de NZH. Dit werd later lijnnummer 46 om verwarring met HTM-buslijn 40 over dezelfde route te vermijden. Buslijn 45 Den Haag Centraal – Leiden Centraal van EBS rijdt nog steeds grotendeels de route van de Blauwe Tram. Om in Scheveningen te komen moet men sindsdien overstappen op tramlijn 9.
HTM opende in de loop van de jaren drie nieuwe tramverbindingen Den Haag – Voorburg – Leidschendam via andere routes dan die van de Blauwe Tram:
- In 1971 werd lijn 6 via Voorburg Essesteijn doorgetrokken naar Leidschendam Noord
- In 1992 reed lijn 3 via de Mgr. van Steelaan in Voorburg naar ziekenhuis MCH Antoniushove; dit traject werd in 2001 overgenomen door lijn 2).
- In 2010 werd lijn 19 geopend. De ondergrondse halte Voorburg Oosteinde op deze lijn ligt nabij de voormalige Blauwe Tramhalte Damsigt.

## Herinneringen / bijzonderheden
- Voor wie het weet is in de Nieuwe Scheveningse Bosjes het tracé nog herkenbaar. Dat is nu een ruiterpad. Onder het bos is er tussen twee wegen een ongebruikelijke 'parkeerstraat'. Dat is de oude trambaan. Daarna ging de baan achter het voormalige KLM-hoofdkantoor langs. Verder is de baan overal vervangen door wegen of fietspaden.
- Als aandenken is er véél later wel te Voorburg (Van Wassenaar Hoffmanplein) een 'monument’ geplaatst waar de remise, later garage, was: een stuk rails en een bovenleidingmast. Er dichtbij (Zwartepad) is een enorme afbeelding van een Budapester-tram in kleur aangebracht. Bij het busstation Voorburg onder de A12 is ook een grote afbeelding van een NZH-tram te zien.
- Onder station De Vink is er een schildering van de Blauwe Tram, hoewel die daar niet in de buurt kwam.
- Te Leidschendam Damlaan had de Blauwe Tram een periode een uniek automatisch slinger-sein aan een portaal om het wegverkeer te doen stoppen. Het was de enige op het hele NZH-tramnet. Er zijn enkele foto's van bekend.[2] Zo te zien ging om een wigwag-signaal signaal zoals die in Amerika op sommige plaatsen nog in gebruik zijn. In diverse vormen, maar niet aan een portaal.
- In Den Haag had de Blauwe Tram bij het in- / uitrijden van de toen onoverzichtelijke kruising Schenkweg / Bezuidenhoutseweg een semi-automatisch uitklap sein dat 'stop' toonde aan het wegverkeer. Later vervangen door 'gewone' waarschuwingslichten. De conducteur schakelde het in.
- In de grote slinger in de baan nabij station Voorburg(nu naast de Utrechtse baan) stonden enorme waarschuwingslichten ⚠️TRAM.(met rode neonbuizen) Dit was toen de auto-hoofdroute tussen Utrecht en Den Haag. De meeste kruisingen hadden echter geen elektrische beveiliging, en daarom werd de kenmerkende fluit veel gebruikt.
- Daar waar de Blauwe Tram vanachter het KLM-gebouw bij de Raamweg te Den Haag op ging waren er ook waarschuwingslichten ⚠️TRAM.